# 진영미
진영미(陳榮美, 1968년 ~ )는 대한민국의 배우이다. 중앙대학교 연극영화학과를 졸업하였다.

## 수상
- 1989년 백상예술대상 영화부문 신인상 (아제아제 바라아제)
- 1989년 한국영화평론가협회상 신인연기상 (아제아제 바라아제)